# Camelide
Camelidele (Camelidae) este o familie de erbivore rumegătoare de talie mijlocie sau mare cuprinzând cămila, dromaderul, calul,guanaco, alpaca,  vicunia și lama răspândite foarte distanțat unele de altele, cămilele și dromaderul în Africa, Asia, celelalte în America de Sud. Sunt  animale digitigrade cu picioare didactile. Degetele III și IV au câte o copită mică și câte o periniță elastică  sub degete, pe care calcă și care ușurează mersul. Pe spate au una sau două cocoașe sau ele sunt absente.

## Descrierea
Camelidele au o talie mijlocie sau mare. Lungimea cap + trunchi = 120–300 cm, lungimea cozii 12–55 cm, înălțime la greabăn 72–210 cm. Greutatea 45–650 kg. Trăiesc până la 15-45 de ani.
Sunt  animale rumegătoare digitigrade cu picioare didactile, care au la fiecare membru câte două degete (3 și 4). Degetele III și IV au câte o copită mică și câte o periniță elastică  (un țesut elastic) sub degete, plină cu grăsime, pe care calcă și care ușurează mersul pe nisipul dur și fierbinte al pustiurilor, pe unde trăiesc cămilele, sau pe pantele stâncoase ale munților, pe unde trăiesc lamele. Primele falange au capătul distal lățit, iar falangele mijlocii sunt turtite și înconjurate de o perniță cutanată care formează talpa piciorului. Falangele distale sunt mici, neturtite și nu sunt înconjurate de copite; au numai unghii pe partea superioară. Din scheletul degetelor II și IV n-a rămas nici urmă.
Membrele, groase la cămile și subțiri la lame, au cele două oase (radiusul și cubitusul; tibia și peroneul) sudate, alcătuind osul canon. Coapsele nu sunt cuprinse în peretele corpului, ci libere și dau corpului cămilelor o înfățișare particulară, urâtă.
Gâtul este lung, capul alungit, cu urechi scurte și lipsit de coarne, cu buza superioară despicată și foarte mobilă. Pe spate au una sau două cocoașe sau ele sunt absente.
Corpul este acoperit cu păr lânos, lung,  dur și aspru, mai lung la lame. Pielea de pe coate, genunchi, încheieturile carpiene și piept, pe care se sprijină aceste animale când sunt culcate, s-a îngroșat și formează calozități.
Incisivii sunt orientați oblic și au forma de spatulă, cei laterali sunt asemănători cu caninii, conici și curbati; la Vicugna, incisivii inferiori au creștere continuă, iar emailul este prezent numai pe laturi. Caninii sunt prezenți pe ambele fălci sau absenți de pe cea inferioară. Molarii au creste de email pe coroane. Formula dentară la Camelus este următoarea:  1•1•3•3/3•1•2•3 x 2 = 34, iar la  Lama și Vicugna 1•1•2•3/3•1•1•3 x 2 = 30.
Stomacul rumegător este lipsit de foios și este format din trei camere (ierbar, ciur și cheag). O parte din ierbar și ciurul au în pereții lor alveole (cămăruțe) mari, în care poate fi acumulată o mare cantitate de apă.
Camelidele diferă de celelalte mamifere prin forma ovală a globulelor roșii (nu circulară). Alte particularități ale camelidelor sunt: o osificație în diafragmă și lipsa vezicii biliare

## Comportamentul
Sunt animale diurne. Trăiesc în grupuri, format, de obicei, dintr-un mascul (conducător) și mai multe femele cu pui. Se pot întâlni turme și mai mari.
Cămilele și lamele aleargă balansându-se în buiestru, deoarece membrul anterior și cel posterior de pe aceeași parte a corpului se deplasează simultan. Lamele guanaco ating în fugă viteza de 55 km/oră.

## Hrana
Hrana constă din ierburi. Cămilele se hrănesc cu ramuri și frunze de arbori, dar și din boabe de cereale și semințe; pentru menținerea unei bune stări de sănătate au nevoie și de hrană proaspătă, ierburi și frunze verzi. În lipsa acestora, cămilele consumă vegetație țepoasă, cu o dexteritate impresionantă, fără a se răni la gură. Lipsa hranei câteva zile la rând le epuizează de putere; lipsa apei este mai ușor suportată.

## Reproducerea
Împerecherea are loc de mai multe ori pe an. Gestația durează 300-440 de zile. Nasc un pui, foarte rar doi.

## Răspândirea
Din această familie fac parte cămilele și lamele răspândite foarte distanțat unele de altele, primele în Africa, Asia, ultimele în America de Sud.
În pleistocen, camelidele erau răspândite în toată America, în Asia, sud-estul Europei și nordul Africii. Patria lor de origine este America de Nord.

## Clasificarea
| Cămilă (Camelus)                                                    |                     |  | |             |
| Cămila bactriană domesticită sau Cămila cu două cocoașe domesticită | Camelus bactrianus  |  | Iran, Afganistan, Pakistan, fosta U.R.S.S., Mongolia și China ( domesticită) | 300–1000 kg |
| Cămilă bactriană sălbatică sau Cămilă cu două cocoașe sălbatică     | Camelus ferus       |  | Sud-vestul Mongoliei (Deșertul Gobi) și în provinciile Kansu, Tsinghai și Sinkiang din China (sălbatică)                                                                                | 450–650 kg  |
| Dromaderul sau Cămila cu o singură cocoașă                          | Camelus dromedarius |  | Nordul Africii, zona circummediteraneană, Balcani, Peninsula Arabică și Orientul Mijlociu; în Australia, aceste cămile au fost introduse relativ recent, ca și în S.U.A. ( domesticită) | 400–600 kg  |
| Lame (Lama)                                                         |                     |  | |             |
| Lama sau Lama peruviană                                             | Lama glama          |  | America de Sud (în sudul Perului, vestul Boliviei și nord-vestul Argentinei) (forma domesticită a guanacoului)                                                                          | 70–140 kg   |
| Guanaco                                                             | Lama guanicoe       |  | America de Sud (Cordiliera Anzilor din sudul Perului, în Bolivia, Argentina și Chile, apoi în Patagonia, Țara de Foc și Insula Navarino)                                                | 48–96 kg    |
| Vigonii (Vicugna)                                                   |                     |  | |             |
| Alpaca huacaya                                                      | Vicugna pacos       |  | America de Sud (în sudul Perului și în vestul Boliviei) (formă domesticită a vicuniei)                                                                                                  | 30–50 kg    |
| Alpaca suri                                                         | Vicugna pacos       |  | America de Sud (în sudul Perului și în vestul Boliviei) (formă domesticită a vicuniei)                                                                                                  | 30–50 kg    |
| Vicunia sau Vigonia                                                 | Vicugna vicugna     |  | America de Sud (în zonele aride din sudul Anzilor Americii de Sud, la 3500–5750 m altitudine: sudul Perului, vestul Boliviei, nord-vestul Argentinei și nordul statului Chile)          | 35–65 kg    |

## Legături externe
Materiale media legate de Camelide la Wikimedia Commons